# Rapid Bucarest
Le CS Rapid Bucarest est un club roumain omnisports basé à Bucarest.

## Historique
- CFR Bucureşti (1923–1936)
- Rapid Bucureşti (1936–1946)
- CFR Bucureşti (1946–1949)
- Locomotiva Bucureşti (1949–1958)
- Rapid Bucureşti (1958–...)

## Sections
- Football : voir FC Rapid Bucarest
- Handball : voir Rapid Bucarest (handball)
- Hockey sur glace : voir Rapid Bucarest (hockey sur glace)
- Volley-ball : voir Rapid Bucarest (volley-ball masculin) et (volley-ball féminin)

## Anciens sportifs

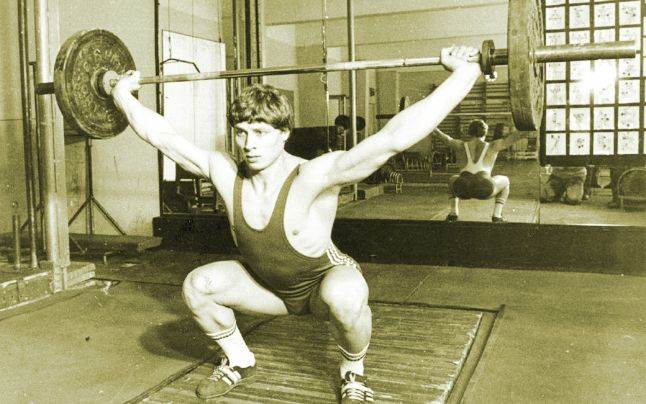
Nicu Vlad
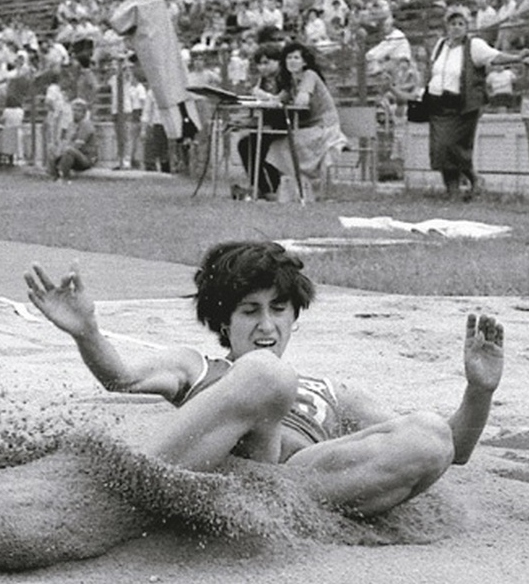
Vali Ionescu
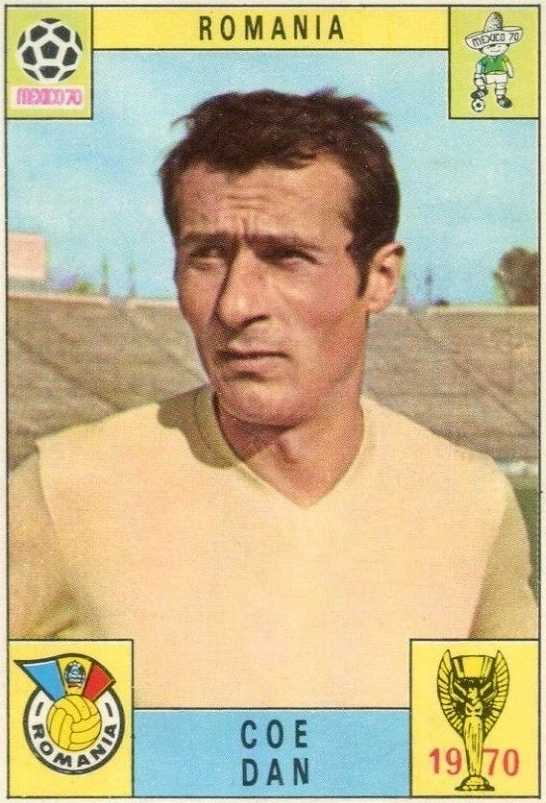
Dan Coe
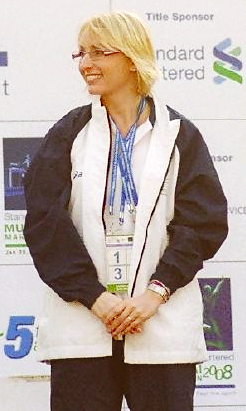
Gabriela Szabo
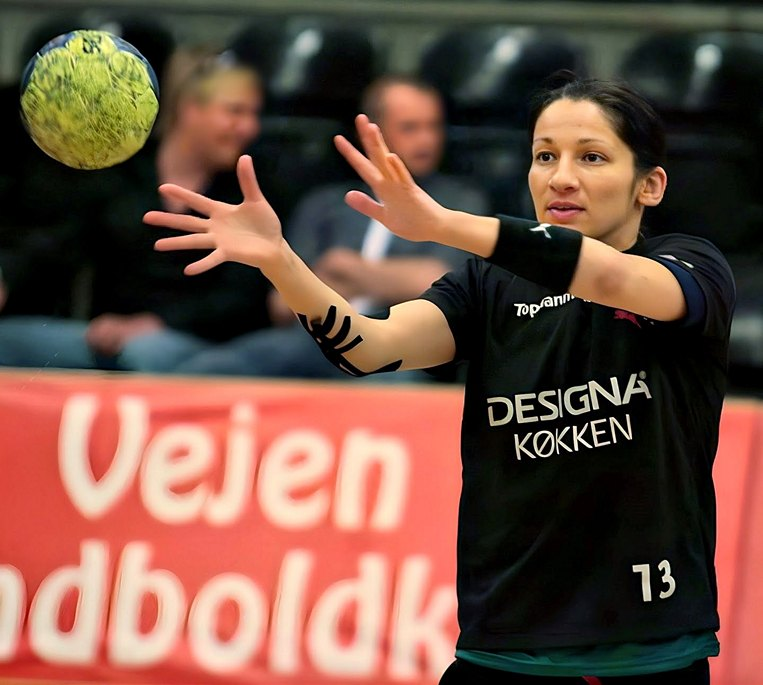
Cristina Vărzaru